# Mekonnen Gebremedhin

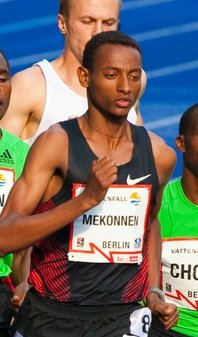
Mekonnen Gebremedhin beim ISTAF 2011

Mekonnen Gebremedhin (amharisch መኮንን ገብረመድኅን; * 11. Oktober 1988 in Addis Abeba) ist ein äthiopischer Mittelstreckenläufer, der sich auf die 1500-Meter-Distanz spezialisiert hat.
2007 erreichte er bei den Weltmeisterschaften in Osaka das Halbfinale, und 2008 wurde er Sechster bei den Hallenweltmeisterschaften in Valencia. Bei den Weltmeisterschaften 2009 in Berlin schied er im Vorlauf aus.
2010 wurde er Vierter bei den Hallenweltmeisterschaften in Doha, gewann Bronze bei den Afrikameisterschaften in Nairobi und wurde Zweiter beim Leichtathletik-Continental-Cup in Split. Einem siebten Platz bei den Weltmeisterschaften 2011 in Daegu folgte eine Bronzemedaille bei den Hallenweltmeisterschaften 2012 in Istanbul. Bei den Olympischen Spielen in London wurde er Sechster.

## Persönliche Bestzeiten
- 800 m: 1:46:63 min, 7. Juli 2012, Madrid
- 1500 m: 3:31,45 min, 27. Mai 2012, Hengelo
  - Halle: 3:34,89 min, 18. Februar 2012, Birmingham
- 1 Meile: 3:49,70 min, 4. Juni 2011, Eugene
- 3000 m: 7:41,42 min, 18. September 2011, Mailand
  - Halle: 7:41,59 min, 10. Februar 2013, Gent